# Philip Armour

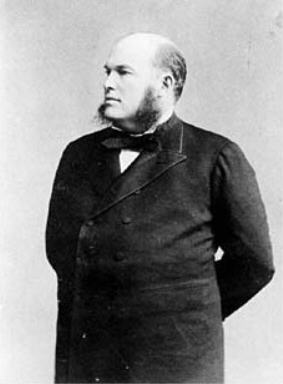
Philip Danforth Armour

Philip Danforth Armour, född 16 maj 1832 och död 6 januari 1901 var en amerikansk affärsman.

## Biografi
Armour startade 1856 i Milwaukee en grosshandelsfirma, som 1863 övergick i ett stort företag för konservering och förpackning av fläsk, för vilket Armour blev ledare. 1870 sammanslogs detta med ett annat liknade tillhörigt en bror till honom, och 1875 blev Armour chef för den väldiga Armourkoncernen, som vid hans död sysselsatte 11.000 arbetare. Armour lade 1892 genom storartade donationer grunden till The Armour institute of technology i Chicago, en högskola för teknisk forskning, samt en stiftelse The Armour flats, likaledes i Chicago, som varit av stor betydelse för egnahemsörelsens utveckling i USA. Armour bidrog även med stora summor till den så kallade Armourmissionen, som 1881 grundades av brodern Joseph Armour.
Städerna Armour i South Dakota och Armourdale i Kansas är uppkallade efter honom.
Philip Armour var far till affärsmannen J. Ogden Armour.